# Джон Фредерік Даніелл
Джон Фредерік Даніелл (англ. John Frederic Daniell; 12 березня 1790, Лондон — 13 березня 1845, там же) — британський вчений-фізик, хімік і винахідник, член Лондонського королівського товариства (з 1813) та його секретар (з 1839 до 1845), популяризатор науки.

## Біографія
Джон Фредерік Даніелл народився в Лондоні у сім'ї вченого-юриста. Отримав хороше виховання й проявив у дитячі та юнацькі роки здібності до природничих наук.

Гальванічний елемент Даніелла – два півелементи сполучені електролітичним ключем, через який переносяться іони між ними. Електрони проходять через зовнішній провідник

Даніелл пішов працювати на цукровий завод, одночасно опановуючи хімію під керівництвом професора Вільяма Бранде. Разом з ним він у 1816 році почав видавати відомий науковий журнал «Quarterly Journal of Science, Literature and the Arts» (укр. Щоквартальний журнал науки, літератури та мистецтв), у якому сам діяльно брав участь, публікуючи статті з промислової хімії та метеорології. В останніх, зокрема, дається (1820) опис конденсаційного гігрометра, відомого як гігрометр Даніелла, що дозволяв визначати точку роси повітря шляхом його охолодження та підвищення відносної вологості повітря до 100 % і модифікації якого використовуються дотепер.

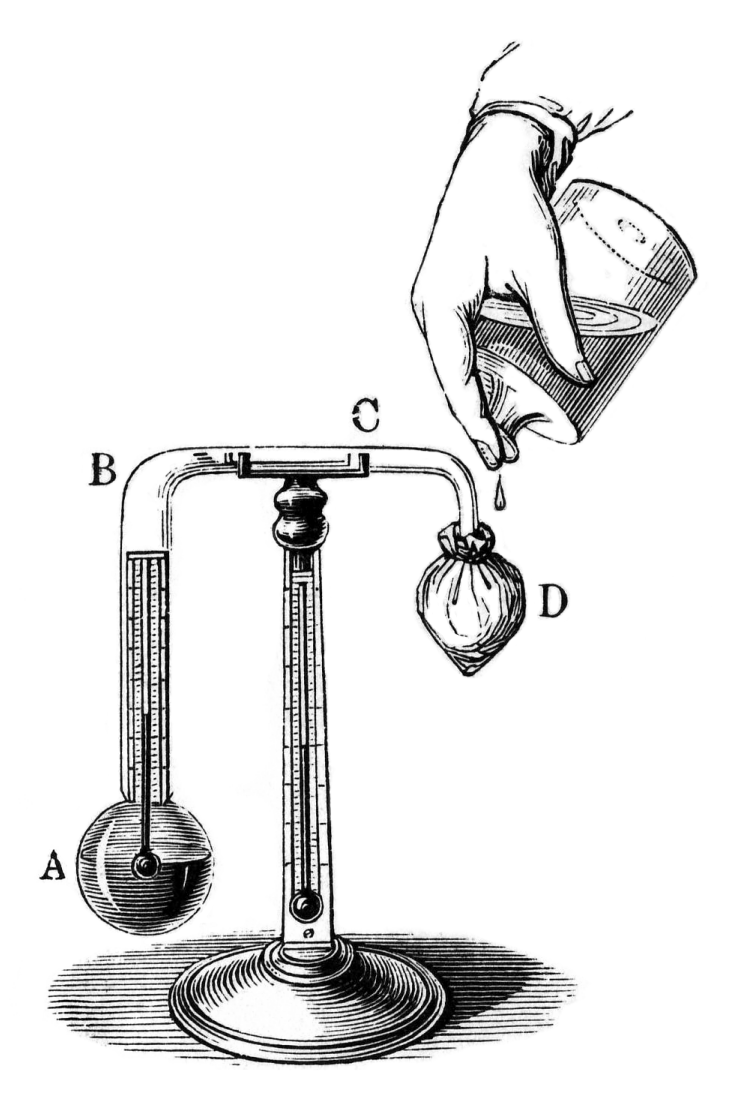
Гігрометр Даніелла

У 1823 році Даніелл зібрав і видав у Лондоні свої публікації у книзі «Meteorological Essays» (укр. Метеорологічні нариси, 3-є видання книги було зроблене у 1845-му) — першій спробі пояснити явища погоди та вітрів спираючись на закони фізики та механіки, зокрема. 1824 року у праці «Essay on Artificial Climate considered in its Applications to Horticulture» (укр. Есе про штучний клімат у його застосуванні до садівництва), відзначеній медаллю Лондонського товариства садівників, Даніелл вперше дав науково обґрунтовані оптимальні характеристики клімату у теплицях для вирощування тропічних рослин.

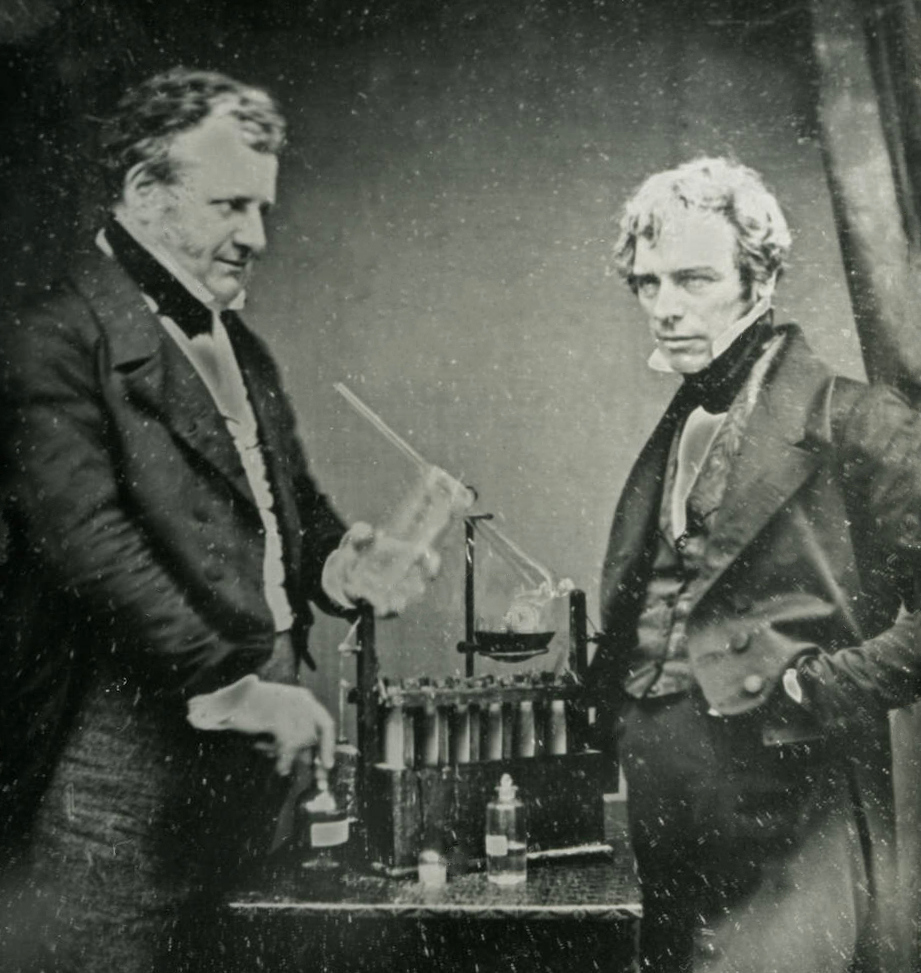
Даніелл і Фарадей

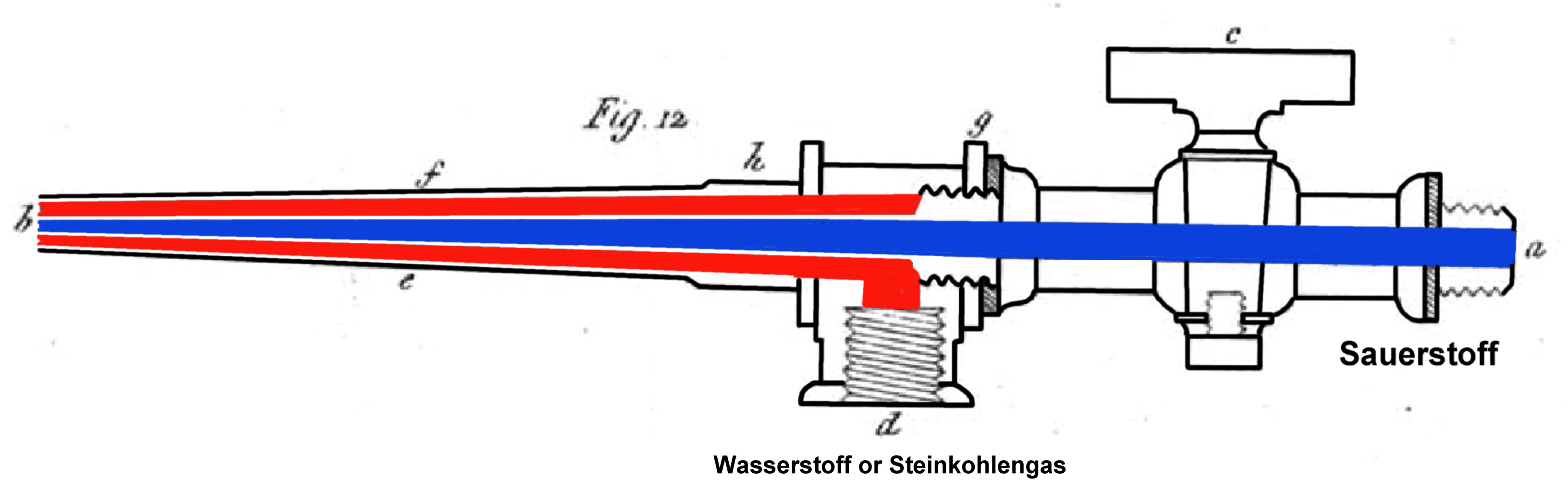
Конструкція пальника Даніелла (1833)

У 1830 році у залі Королівського товариства Даніелл встановив водяний барометр, за допомогою якого він провів багато досліджень. Процес, розроблений ним для виготовлення світильного газу зі скипидару та смоли, використовувався у Нью-Йорку протягом тривалого часу.
У 1831 році Даніелл був призначений професором хімії у заново відкритому Королівському коледжі і присвятив себе переважно вивченню питань фізики та електрохімії, не перестаючи одночасно брати діяльну участь у різних промислових хімічних підприємствах. 1835 року його призначають на професорську посаду у Військову семінарію в Аддіскомбе  (графство Суррей), яка належала Ост-Індійській компанії.
До цього періоду часу стосується винахід пірометра (1830), за який Даніелл був нагороджений медаллю Румфорда від Королівського товариства, і створення першого стабільного хімічного джерела постійного струму (гальванічного елемента), відомого як «гальванічний елемент Даніелла» (1836) зі значно кращими характеристиками, ніж у гальванічного елемента Вольта, за що винахідник отримав престижну наукову нагороду — медаль Коплі.
У 1839 році Даніелл опублікував низку наукових статей з електрохімії та книгу «Introduction to the Study of Chemical Philosophy» (укр. Вступ до вивчення філософії хімії), де було викладено теорію молекулярних хімічних зв'язків, яку він присвятив своєму другу Майклу Фарадею.
У 1840 році його було запрошено на проведення лекції на тему «Основні принципи електрики Франкліна» у рамках читання Різдвяних лекцій Королівського інституту.
У 1842 році Даніелл був удостоєний звання почесного доктор цивільного права Оксфордського університету.
З 1813 року Даніелл був членом Королівського товариства, з 1839 року — секретарем цього товариства. Він був також одним із засновників Британської наукової асоціації для якої написав працю «A treatise on Chemistry» (укр. Трактат з хімії).
Повний список з 37-ми наукових праць Джона Фредеріка Даніелла міститься у «Каталозі наукових публікацій Королівського товариства».
Джон Фредерік Даніелл помер 13 березня 1845 року раптово від інсульту під час засідання ради Королівського товариства.

## Вшанування пам'яті
Кратер Даніелл на Місяці названо на честь науковця.